# わが生涯は火の如く
「わが生涯は火の如く」は、1962年5月20日に ビクターより発売された橋幸夫の9枚目のシングル（VS-521）。ニュー東映映画「わが生涯は火の如く」の主題歌となっている（後述）

## 概要
- 1960年7月、橋は「潮来笠」でデビューしたが、その年、5枚のシングルをリリース。特に10月、11月、12月は新人では異例の3ヶ月連続の新譜リリースとなった。
- 1961年もこの傾向は変わらず、この年のシングルリリースは11枚に達したが、特に5月は「若い素顔」（VS-497）「南海の美少年（天草四郎の唄）」（VS-506）と本楽曲「わが生涯は火の如く」と3曲のリリースとなった。
- 作詞は佐伯孝夫、作曲は吉田正と橋の両恩師による制作で、デビュー以来変わっていない。
- 楽曲は、映画に合わせて消防士の心意気を、重厚感のある音楽に乗せて歌いあげ、B面の「故郷の花はいつでも紅い」とは「違うタイプの2曲の組み合わせ」[2]となっている。消防関係者には、その後もよく歌われた楽曲となった。
- c/wの「故郷の花はいつでも紅い」も、佐伯、吉田の作品で、TBSラジオにて放送された三菱重工提供「田園ソング」。ラジオから流れるメロディーは、当時の若い世代の思い出曲となっている。歌詞の「淋しゅてならず」について、橋は、「佐伯先生の美学なんでしょうね。意図的に新しい言葉と古い言葉を混ぜる」としている[3]。
- 1961年に年間で8万枚を売り上げ、ビクターの年間ヒット賞を受賞した[4]。

## 収録曲
1. わが生涯は火の如く
作詞： 佐伯孝夫、作・編曲：吉田正
2. 故郷の花はいつでも紅い
作詞： 佐伯孝夫、作・編曲：吉田正

## 収録アルバム
- 初期のLP盤には収録されているが、近年のCDでのベスト盤への収録はない。
記念アルバム『歌の架け橋～橋幸夫45周年記念～』(2005年12月16日)　VICL-60641～2　DISC-1
他にCD-BOXでは『橋幸夫大全集』（1993年9月20日発売）DISC-1に収録されている。